# Ле-Нероль
Ле-Неро́ль (фр. Les Neyrolles) — коммуна во Франции, находится в регионе Рона — Альпы. Департамент — Эн. Входит в состав кантона Нантюа. Округ коммуны — Нантюа.
Код INSEE коммуны — 01274.

## География
Коммуна расположена приблизительно в 390 км к юго-востоку от Парижа, в 75 км северо-восточнее Лиона, в 32 км к востоку от Бурк-ан-Бреса.
По территории коммуны протекает река Уаньен, а на севере расположено озеро Силан.

## Климат
Климат полуконтинентальный с холодной зимой и тёплым летом. Дожди бывают нечасто, в основном летом.

## Население
Население коммуны на 2010 год составляло 637 человека.
| 1962 | 1968 | 1975 | 1982 | 1990 | 1999 | 2010 |
| ---- | ---- | ---- | ---- | ---- | ---- | ---- |
| 392  | 383  | 466  | 526  | 615  | 617  | 637  |

## Администрация
| Период | Период | Фамилия        | Партия | Примечания |
| ------ | ------ | -------------- | ------ | ---------- |
| 1995   | 2008   | Жильбер Каррон |        |            |
| 2008   | 2020   | Люсьен Жюйар   |        |            |

## Экономика
В 2010 году среди 412 человек трудоспособного возраста (15—64 лет) 281 были активными, 131 — неактивными (показатель активности — 68,2 %, в 1999 году было 71,0 %). Из 281 активных жителей работали 225 человек (128 мужчин и 97 женщин), безработных было 56 (31 мужчина и 25 женщин). Среди 131 неактивных 30 человек были учениками или студентами, 39 — пенсионерами, 62 были неактивными по другим причинам.

## Фотогалерея
- Виадук Нероль
- Озеро Силан
- Карта коммуны